# Tristan Tzara
Pour les articles homonymes, voir Rosenstock.
Tristan Tzara, né Samuel Rosenstock le 16 avril 1896 à Moinești dans le royaume de Roumanie, et mort le 24 décembre 1963 dans le 7e arrondissement de Paris, est un écrivain, poète et essayiste de langues roumaine et française.
Il passe son enfance et son adolescence en Roumanie, où il fait partie de cette communauté juive exclue de la citoyenneté roumaine par des lois discriminatoires. Pendant la Grande Guerre, il s'installe à Zurich où, en 1916, il fait partie des fondateurs du mouvement Dada, dont il peut rapidement être considéré comme le chef de file. Après avoir exporté Dada de Zurich à Paris en 1920, le poète se brouille avec les surréalistes et se tient à l'écart du mouvement à sa création en 1924, avant de le rejoindre en 1929, au moment du Second manifeste, puis d'annoncer finalement son retrait définitif en 1935. Il est condamné à la clandestinité pendant la Seconde guerre mondiale, et collabore aux périodiques de la Résistance, une expérience qui l'amène à s'exprimer sur la notion de poésie engagée en 1947. C'est à cette date qu'il obtient la nationalité française et qu'il adhère au parti communiste français. Fidèle au parti jusqu'en 1956, il commence à s'en éloigner au sujet de la Hongrie puis de l'Algérie.
Bien qu'on se souvienne surtout de l'éclatante activité dadaïste de sa jeunesse, Tristan Tzara a produit une œuvre vaste qui ne saurait être réduite à la seule littérature dada : son recueil L'Homme approximatif est souvent considéré comme une des plus importantes contributions à l'aventure surréaliste et ses poèmes tardifs ne sauraient être assimilés à aucun mouvement d'avant-garde. Le poète a également développé un intérêt certain pour la littérature en langue d'oc, en participant à la fondation de l'Institut d'études occitanes, et pour la poésie de François Villon dont il a élucidé les anagrammes.

## Nom et pseudonymes
Samuel Rosenstock signe ses premiers poèmes symbolistes sous le pseudonyme de Samyro. À partir de 1913, le poète se cherche une nouvelle signature. Il essaie « Tristan Ruia » dès 1913, puis signe quelque temps du seul prénom « Tristan » avant d'adopter définitivement « Tristan Tzara » en 1915. Tzara correspond au mot roumain țară /ˈʦa.ɾə/, « terre, pays » dont l'orthographe a été occidentalisée.
Dans les années 60, l'écrivain Ion Vinea affirme avoir été l'inventeur du nom « Tzara » en 1915 et que Tzara a choisi Tristan comme prénom sur la base du jeu de mots « Triste Âne ». Ces affirmations sont contestées.
L'historien Serge Fauchereau, qui se fonde sur un témoignage de Colomba Voronca, la femme du poète Ilarie Voronca, affirme que Tzara expliquait son pseudonyme sur la base du jeu de mots « trist în țară », ce qui signifie en roumain « triste au pays ». Colomba a également démenti les rumeurs selon lesquelles le prénom Tristan serait un hommage à Tristan Corbière ou à l'opéra de Wagner Tristan und Isolde,.
Tristan Tzara devient son nom légal en 1925 après des démarches auprès du ministère de l'Intérieur de Roumanie.

## Biographie

### Enfance à Moinești (1896-1907)
Samuel Rosenstock naît le 16 avril 1896 à Moinești, dans la province de Bacău, de Filip Rosenstock (1867-1936) et Emilia Zibalis (1874-1948), dans une famille bourgeoise enrichie par l'industrie pétrolière. Filip Rosenstock dirige une société pétrolière dont il a d'abord été cadre. Son grand-père gère une exploitation forestière dont il ne peut être propriétaire à cause de lois discriminatoires antijuives.
Les Rosenstock font partie de la communauté juive, cible des mouvements nationalistes, et ne pouvant jouir de la citoyenneté roumaine. La famille n'est pas observante : le père indique « athée » à la rubrique « religion » de son passeport. Les parents ont abandonné le yiddish de leur jeunesse pour le roumain, la langue qui est parlée dans la cellule familiale.
Samuel a une petite sœur Lucie-Marie appelée « Lucicǎ », née en juin 1902, avec qui il entretient des relations conflictuelles empreintes de jalousie. Il vit une enfance bourgeoise, recevant des cours de piano à domicile. Myope, de petite taille, Samuel souffre d'une santé fragile qui le tient souvent alité.

### Jeunesse à Bucarest (1907-1915)
Scolarisé à l'école primaire de Moinești, Samuel Rosenstock quitte son village natal à onze ans pour être envoyé au pensionnat Schevitz-Thierrin à Bucarest, enseignant les langues étrangères, les sciences et les arts. Il suit un cours sur la culture française dans un institut privé, s'éveille à la littérature au lycée Saint-Sava et s'inscrit en section scientifique pour le certificat de fin d'études au lycée Mihai-Viteazul. C'est un bon élève et ses professeurs notent son ouverture d'esprit et sa curiosité intellectuelle infatigable.
Le jeune homme s'intéresse à la littérature à une époque où la littérature roumaine est fortement influencée par le symbolisme français et belge. L'écrivain Alexandru Macedonski et son cénacle, sont avec leur revue Literatorul au centre de cette activité littéraire. Dès 1892, ils se sont attaqués à la tradition romantique, et se sont attachés à faire connaître Charles Baudelaire, René Ghil, Maurice Maeterlinck, Josephin Péladan et Stéphane Mallarmé. Imitant Macedonski, Samuel, âgé de 16 ans, réunit au lycée son propre cénacle symboliste, dont fait partie son ami Marcel Janco. Avec lui, il crée en 1912 la revue Simbolul, avec la bénédiction de Macedonski. La revue transpose en roumain les acquis du symbolisme, notamment de Maeterlinck, Laforgue et Verhaeren. Samuel y signe ses textes avec le pseudonyme de Samyro. Dans le premier numéro, financé par Janco et distribué sous le préau du lycée, il publie l'un de ses premiers poèmes, Sur la rivière de la vie, très inspiré de Verhaeren, à côté de traductions d'Albert Samain et d'Henri de Régnier. Le poète répudie plus tard ces premiers essais poétiques.
En 1913, Samuel commence au même moment à écrire, toujours en roumain, des textes plus audacieux, souvent insolents et potaches, qui ne seront eux jamais reniés. Il se cherche alors un nouveau pseudonyme. Après avoir essayé « Tristan Ruia » dès 1913, il lui préfère définitivement « Tristan Tzara » en 1915.

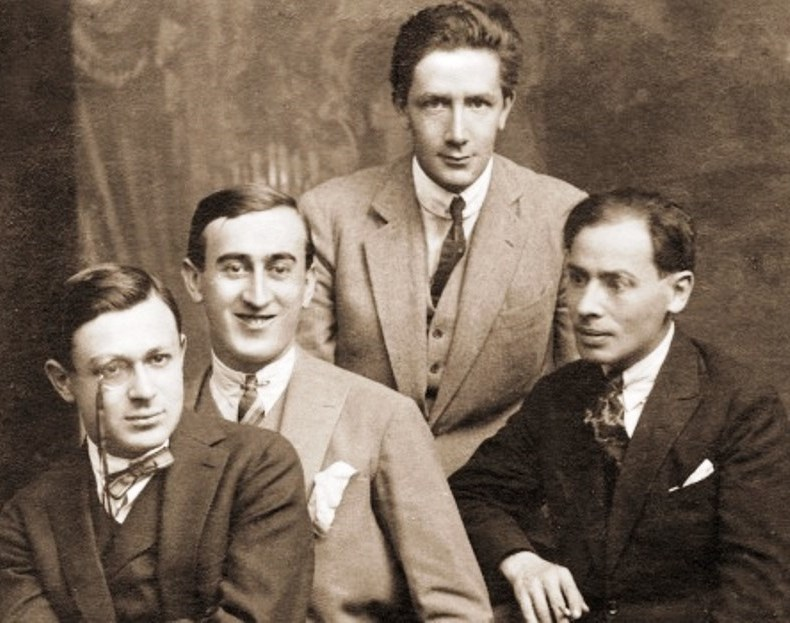
Le cercle Chemarea en 1915. De gauche à droite : Tristan Tzara, M. H. Maxy, Ion Vinea et Jacques G. Costin.

Le jeune Tzara est très influencé par Ion Vinea, avec qui il se lie d'amitié dès l'époque de Simbolul. Les deux hommes prennent l'habitude de passer leurs vacances ensemble. En 1913, ils publient des textes dans les revues poétiques Noua Revista Romana et Chemanera. À la même époque, Tzara se passionne pour Hamlet de Shakespeare puis pour l'œuvre d'Arthur Rimbaud. Les Galgenlieder, « Les Chants du gibet », de Christian Morgenstern forgent son goût pour la chanson humoristique et mélancolique. Il est également probable qu'il ait été marqué par la figure de Demetru Demetrescu Buzau dit Urmuz, que les futurs surréalistes roumains choisiront comme chef de file, et dont Eugène Ionesco dira qu'il était « une sorte de Kafka plus mécanique, plus grotesque, précurseur de la révolte littéraire universelle, un des prophètes de la dislocation des formes sociales de pensée et de langage ».
Tzara obtient son certificat d'étude en septembre 1914 et s'inscrit alors à l'université de Bucarest en mathématiques et philosophie, tandis que Janco s'inscrit à l'école polytechnique. Le jeune étudiant souffre rapidement d'un ennui profond qui nourrit sa révolte, et le pousse à partir à l'automne 1915 pour Zurich où Janco l'a précédé.

### Zurich (1915-1919)
Zurich est alors le refuge de la jeunesse européenne qui refuse la guerre. Tzara s'y inscrit à l'université en classe de philosophie. Mais l'ennui le gagne à nouveau : « les sensations de bien-être devinrent rares et tous les plaisirs étaient catalogués : les excursions, les cafés, les amis… ». Il faut l'enthousiasme contagieux de Janco pour l'empêcher de retourner à Bucarest.
Dès son arrivée, Tzara se rapproche des futuristes italiens. Il rencontre Albert Spaïni, correspond avec Marinetti qui lui envoie des « mots en liberté » dès 1915. L'adresse de Tzara est diffusée par Giorgio De Chirico, et le jeune homme reçoit du courrier en abondance depuis toutes les provinces d'Italie. Cette correspondance le déçoit néanmoins. Pour lui, les futuristes ne parviennent pas à surpasser le sentimentalisme romantique. Un projet d'anthologie de poésie nègre avec Alberto Savinio tourne court.
Après s'être installé en Suisse, le jeune poète abandonne presque complètement le roumain comme langue d'expression, écrivant la plupart de ses œuvres ultérieures en français.
C'est Marcel Janco qui le premier rencontre Hugo Ball, un anarchiste allemand, qui avec sa femme, la danseuse Emmy Hennings souhaite fonder un cabaret ouvert à toutes les dissidences. Janco se propose de décorer les lieux, et parle immédiatement du projet à Tzara. Ils sont vite rejoints par Hans Arp, un jeune Alsacien réfractaire, croisé au hasard d'une fête, et tous annoncent, dans un communiqué de presse daté du 2 février 1916, la création d'un « centre de divertissement artistique ».

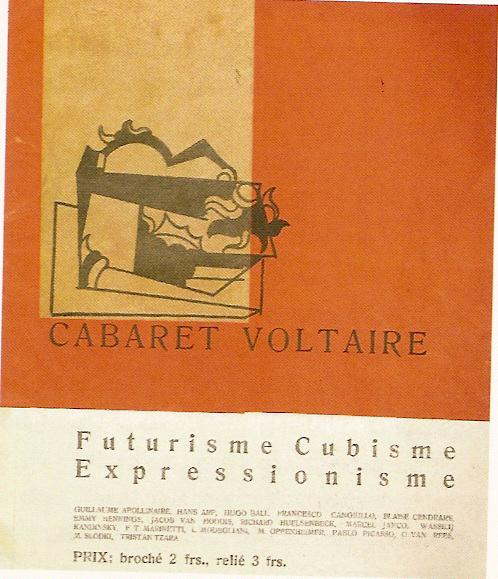
Couverture du numéro unique de Cabaret Voltaire (24 mai 1916).

Le Cabaret Voltaire qui ouvre ses portes Spiegelgasse est un succès immédiat, l'ambiance est festive et débridée. Le cabaret propose des expositions d'Art nouveau, où le futurisme et l'abstraction se mêlent, des soirées dansantes au rythme de percussions africaines, des spectacles improvisés. Richard Huelsenbeck, militant de l'avant-garde ayant fui l'Allemagne, rejoint le groupe le 26 février.

#### Naissance du mouvement Dada
Tzara a participé à la naissance du mot « Dada » à Zurich et a été le plus actif propagandiste du mouvement. La légende veut que Tzara et Huelsenbeck aient glissé un papier au hasard dans un dictionnaire Larousse, qui serait tombé sur le mot Dada, donc choisi comme nom du mouvement. Huelsenbeck, autre fondateur du mouvement dada, prétend en 1922, dans son histoire du dadaïsme, que Tzara n'a jamais été dadaïste (ce qui s'explique par la rivalité qui régulièrement les opposera), tandis que certains poètes contemporains voient en Tzara le chef de file de l'Art nouveau.
S'ouvre une galerie Dada, où Tzara prononce des conférences sur l'Art nouveau, et notamment l'art abstrait. Il publie également quatre livraisons de la revue DADA, qui obtient rapidement une audience internationale.
Il a écrit lui-même les premiers textes « Dada » :
- La Première Aventure céleste de Mr Antipyrine (1916),
- Vingt-cinq poèmes (1918),
- et Sept manifestes Dada (1924), recueil de manifestes lus ou écrits entre 1916 et 1924.

Le phénomène Dada n'est remarqué en Roumanie qu'à partir de 1920 et sa réception est globalement négative.

### Dada à Paris (1920-1924)

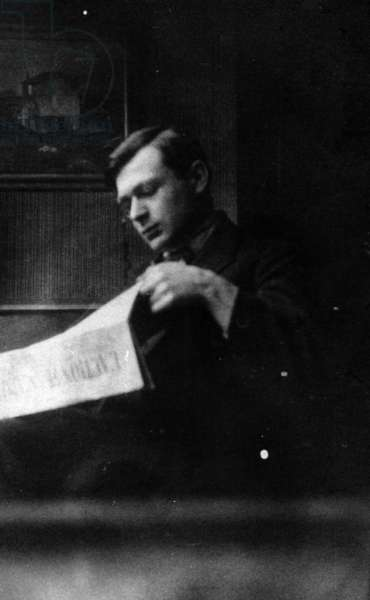
Tristan Tzara lisant L'Action Française vers 1920, archives Charmet.

André Breton, Philippe Soupault et Louis Aragon sont enchantés par les poèmes de Tzara, qu'ils ont lus à Paris dans les revues SIC et Nord-Sud, mais aussi dans les revues Dada. Ils entrent en correspondance. En 1915, le peintre Francis Picabia vient en Suisse pour soigner une dépression nerveuse : Tzara et lui se lient d'amitié et entrent également en correspondance. Durant ce séjour, il rencontre également Émile Malespine avec lequel il correspond et Tzara participe à la rédaction de la revue lyonnaise Manomètre.

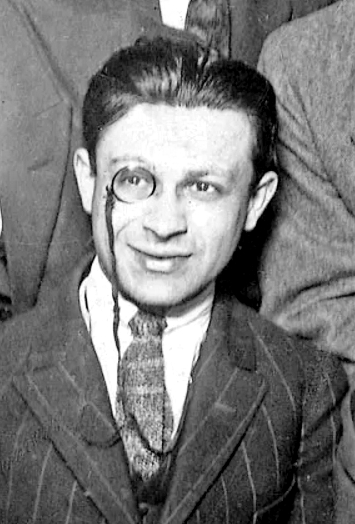
Tristan Tzara (détail), porteur d'un monocle, en 1920.

Le 17 janvier 1920, Tzara débarque inopinément à Paris dans l'appartement de Germaine Everling, à l'adresse que Picabia lui a laissé. Celle-ci vient d'accoucher et raconte que Tzara a calmé le nouveau-né en lui faisant répéter « Dada, dada, dada ». André Breton et ses deux acolytes ne tardent pas à venir sonner à la maison, et sont surpris de voir, à la place du nouveau Rimbaud qu'ils avaient escompté, un petit bonhomme frêle roulant encore les r, mais ils s'habituent vite à son rire sonore et éclatant.

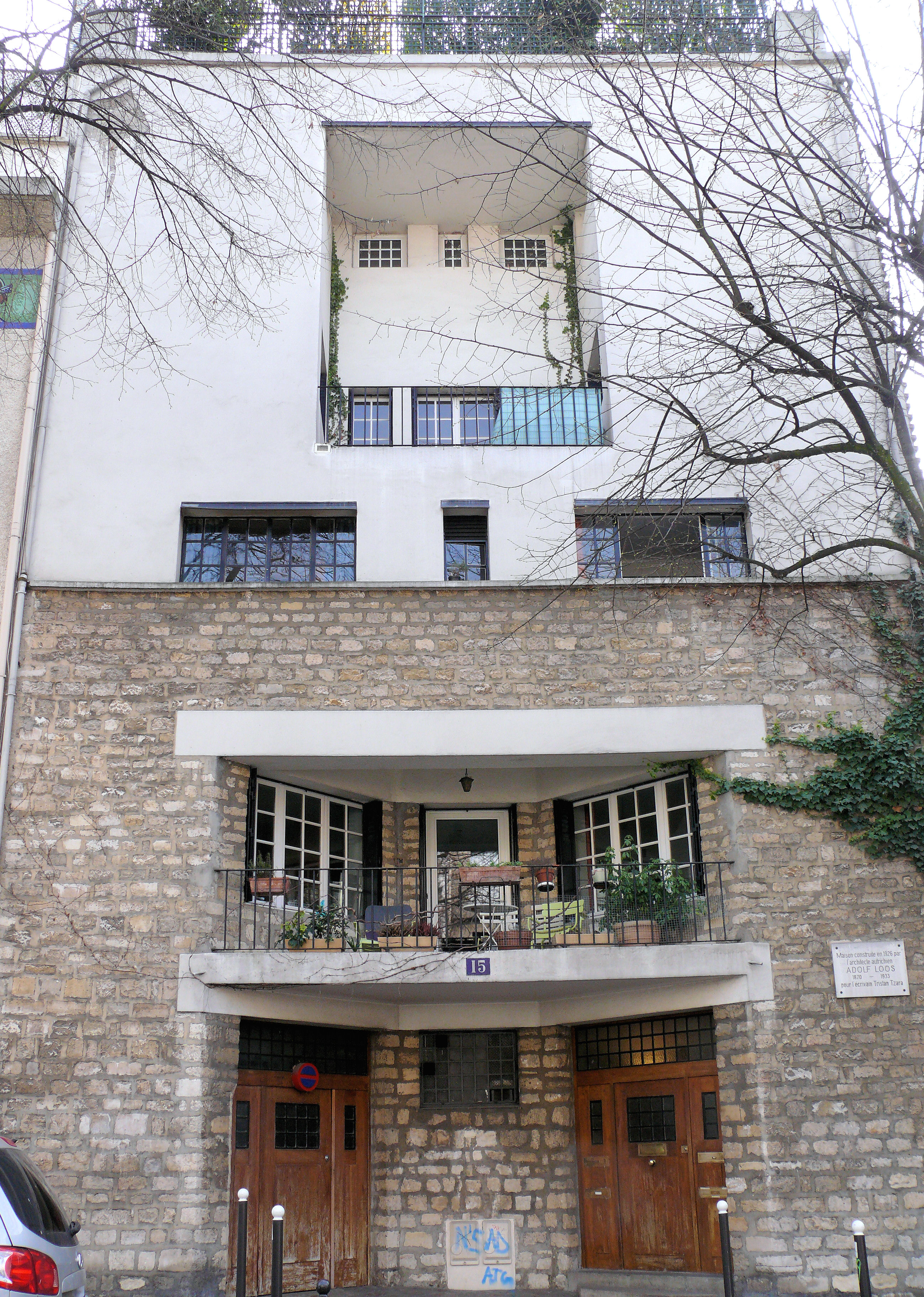
Façade de la maison fonctionnaliste de Tristan Tzara, construite pour lui à Montmartre par Adolf Loos en 1926, est conçue selon les exigences spécifiques de Tzara et décoré d'objets d'art africain, 15 rue Junot dans le XVIIIe arr. Paris.

Par la suite, ils se lancent tous ensemble dans une grande variété d'activités destinées à choquer le public et à détruire les structures traditionnelles du langage. Tzara ne participera pas aux débuts du surréalisme, restant dans les premières années sur ses acquis dadaïstes, mais rejoindra le groupe plus tard. À partir de 1922, Breton s'oppose à Tzara puis publie le premier Manifeste du surréalisme en 1924.

### Les chemins de cœur (1925-1929)

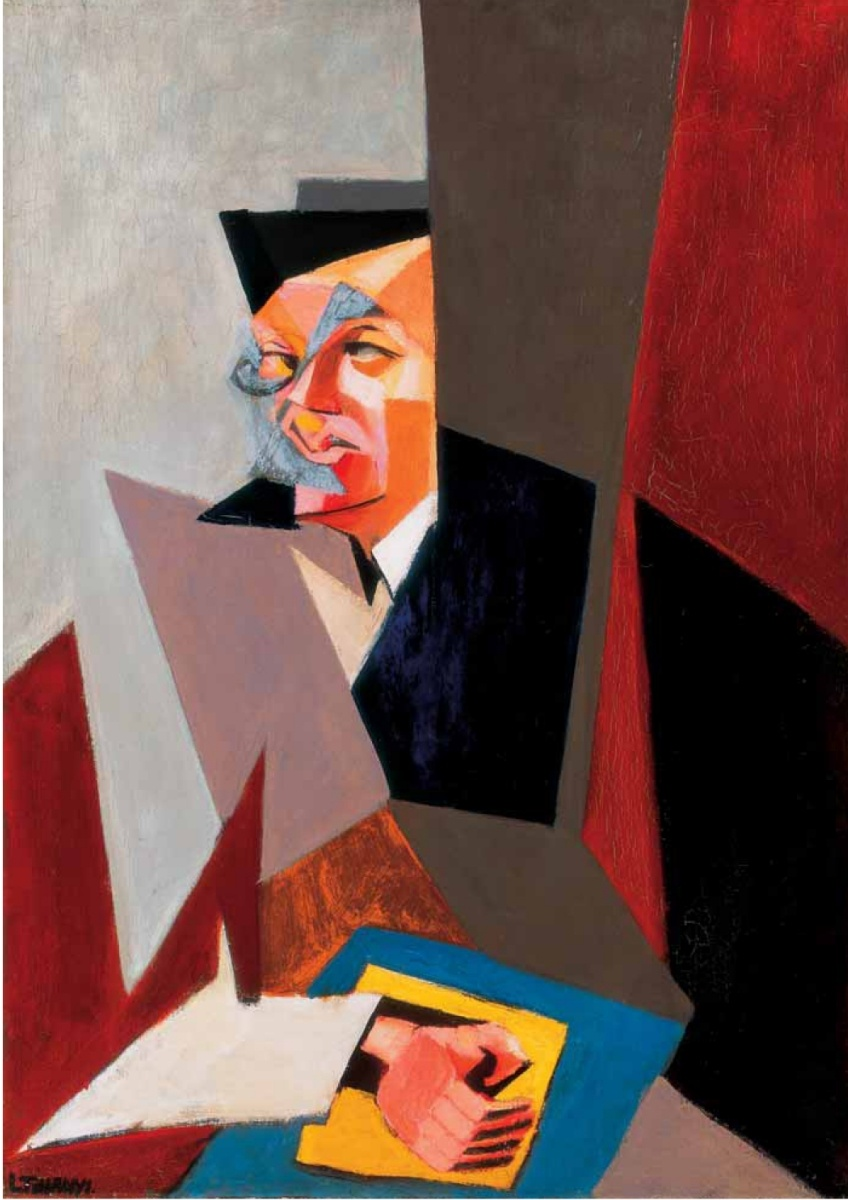
Tristan Tzara par Lajos Tihanyi, 1927, galerie nationale hongroise.

Tristan Tzara se marie à Stockholm en 1925 avec l'artiste et poétesse suédoise Greta Knutson,. Profitant de la fortune de ses nouveaux beaux parents, Tzara fait alors construire un hôtel particulier sur la butte Montmartre par l'architecte Adolf Loos. Leur fils Christophe, naît en 1927. Le poète amoureux publie en 1928 Indicateurs des chemins de cœur. Ce recueil de poèmes d'amour marque son éloignement des procédés d'écriture dada : comme l'écrit Jean Frémon, « Tristan Tzara a remis sur sa tête le fameux chapeau dont il est dit qu'il tirait au hasard les mots de ses poèmes dadaïstes ».

### La période surréaliste (1929-1935)
À partir de 1929, Tzara se rapproche à nouveau des surréalistes : il se réconcilie avec eux à temps pour participer au dernier numéro de la Révolution surréaliste, publie un « essai sur la situation de la poésie » dans le Surréalisme au service de la Révolution, et signe la brochure collective Paillasse par laquelle le groupe signifie l'exclusion d'Aragon.
Le ralliement de Tzara intervient à un moment où le groupe surréaliste affronte une situation difficile. Celui-ci subit la dissidence des jeunes écrivains regroupés autour du Grand Jeu, tournés vers le mysticisme, et surtout, les attaques de la direction du parti communiste, de L'Humanité, et d'Henri Barbusse, qui considèrent que la littérature surréaliste ne correspond plus à la ligne du parti. Au sein du groupe, Pierre Naville et Gérard Rosenthal jugent que les recherches purement surréalistes doivent être abandonnées au profit d'une réaction politique à la repression qui s'abat sur Trostki en URSS. André Breton se retrouve donc isolé dans sa recherche d'une conciliation entre les activités surréalistes et l'engagement révolutionnaire. Face à ceux qui prônent la poursuite pure et simple des recherches surréalistes, et ceux qui prônent son abandon au profit d'un engagement militant, Tzara admet que la position médiane tenue par Breton est la bonne. La publication à la fin de l'année du Second manifeste du surréaliste achève de le convaincre. Tzara se reconnaît dans un surréalisme qui se donne comme credo celui de la « la révolte absolue, de l'insoumission totale et du sabotage du réel ». Il apprécie également l'autocritique que Breton fait de certaines expérimentations surréalistes et de son propre comportement lors de la soirée du Cœur à Barbe.
En 1931, paraît l'Homme approximatif, dont Tzara avait donné des extraits aux revues surréalistes, considéré comme un chef d’œuvre du surréalisme, notamment par Jean Cassou et Georges Hugnet.
Tzara commence à s'éloigner du groupe surréaliste à partir de 1934. Après l'émeute fasciste du 6 février, le poète s'engage dans le mouvement antifasciste et participe avec Éluard à la manifestation du 9 février à Nice. À cette occasion, il est favorablement impressionné par la jeunesse communiste, qui se donne les moyens de faire reculer les policiers, tandis que le groupe de Breton, alors occupé à débattre de l'exclusion de Dalí ou à préparer la publication de Minotaure, une belle revue sur papier glacé, lui semble complétement coupé de la réalité sociale. Tzara se positionne alors en faveur d'un soutien inconditionnel au parti communiste, sans y adhérer encore. Dans Grains et issues, qui paraît en février 1935, il reproche au surréalisme de vouloir devenir une école littéraire, en reposant sur des équivoques et en se limitant à l'écriture automatique, dénonce le rôle de la culture dans la perpétuation de la domination de la bourgeoisie, et affirme la nécessité de l'engagement révolutionnaire des poètes. « Il n'est pas nécesaire, écrit-il, de renoncer à la poésie pour agir comme révolutionnaire sur le plan social, mais être révolutionnaire est une nécessité inhérente à la condition du poète ». La même année, il annonce publiquement sa démission du groupe surréaliste, après avoir essayé sans succès d'associer Éluard et Crevel à sa démarche.

### Engagements et clandestinité (1935-1945)

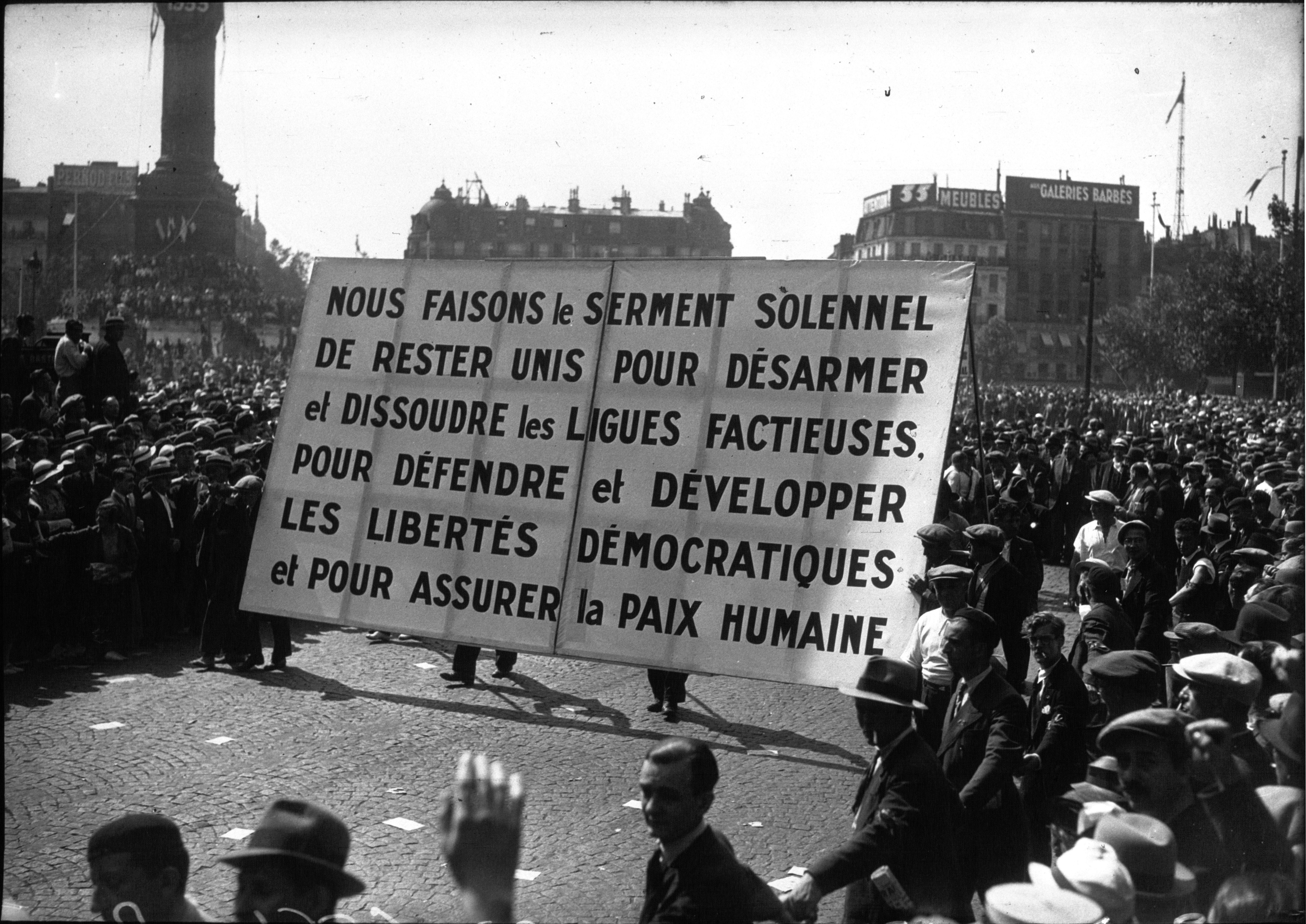
Tristan Tzara participe à la manifestation unitaire contre le fascisme du 14 juillet 1935 qui voit la constitution du front populaire

En 1935, après sa rupture avec le groupe surréaliste, Tzara devient un militant actif de l'Association des écrivains et artistes révolutionnaires (AEAR). Le poète s'engage pleinement dans l'action antifasciste, et participe à la manifestation du 14 juillet à Paris. Il rédige pour Commune un article dans lequel il insiste sur l'obligation pour le poète contemporain de « donner son existence pour la révolution », et fait l'éloge de l'URSS,.
En 1936, Tzara s'intéresse au sort de l'Espagne, informé par Jean Cassou qui a assisté à Madrid à la victoire du front populaire espagnol. Après le coup de force de Franco le 18 juillet, Tzara participe à l'organisation d'une commission de solidarité avec le peuple espagnol, aux côtés de la militante communiste Madeleine Braun, et se rend à Barcelone pendant le siège de Madrid pour participer à une réunion publique. Il prononce également un discours lors du premier grand meeting pour l'Espagne républicaine à la Mutualité, et devient le secrétaire du Comité pour la défense de la culture espagnole. En 1937, Tzara se rend à Madrid où il est chargé d'organiser le 2e Congrès international des écrivains et fait partie des premiers orateurs. Cet engagement se retrouve dans sa poésie, notamment à travers les poèmes « Espagne 1936 » et « Chant de guerre civile ».
Durant la Seconde guerre mondiale, il est poursuivi par le régime de Vichy et la Gestapo,. Dès 1940, Tzara se sait en danger, en tant qu'étranger, juif et communiste. Il met en sûreté sa bibliothèque et sa collection d'art africain et part vers le Sud. En outre, les lois antisémites roumaines le font déchoir de ses droits de citoyen roumain en 1942. Dans la Roumanie alliée de l'Axe et antisémite, le régime d'Ion Antonescu ordonne aux librairies de ne pas vendre d'œuvres de Tzara et de 44 autres auteurs juifs roumains.
Tzara trouve refuge dans différentes villes du Midi de la France : d'abord à Sanary dans le Var, puis après en avoir été expulsé par la gendarmerie, à Saint-Tropez. Arrêté en 1941 et mis en résidence surveillé, il parvient à fuir grâce à la complaisance d'un policier, et se cache à Aix-en-Provence avec Greta. En 1942, la Gestapo se lance à sa recherche, et il fuit à Toulouse, puis à Souillac, un village du Lot au bord de la Dordogne. Cette expérience de l'exil et de la fuite lui inspire un long poème narratif, « La Fuite », commencé à Sanary, qui raconte l'histoire d'une famille déchirée,.
Le 21 mai 1943, le journal antisémite et collaborationniste Je suis partout, informé de sa présence à Souillac, le dénonce, ce qui le force à entrer dans la clandestinité, sans quitter pour autant le village.
Cette dénonciation l'amène également à renforcer ses liens avec les réseaux de la Résistance. Tzara décide alors de se battre en tant qu'écrivain, avec ses mots. Il collabore alors avec différents périodiques de la Résistance : Confluences, Les Étoiles, Les étoiles de Quercy et Les lettres françaises,. Il publie également une courte plaquette Une Route, Seul Soleil dont les premières lettres du titre forment le sigle « URSS ».
En 1944, Tzara aide discrètement les maquisards de Haute Garonne, du Lot et du Tarn, qui préparent la libération de Toulouse, avec qui il a de nombreux contacts. Son fils Christophe a intégré les Francs tireurs partisans, et son ami Jean Cassou, après avoir organisé un réseau de résistance dès 1940, est devenu président du Comité régional de Libération pour le Sud-Ouest. Il dirige également l'émission culturelle de la radio clandestine des Forces françaises libres, l'« Émission littéraire de la Résistance » sur les ondes de Radio Toulouse.
En septembre, après la victoire des alliés, Tzara se rend à Toulouse, voulant se rendre utile aux nouvelles autorités et rejoindre Cassou, hospitalisé après avoir été blessé le 20 août pendant la bataille de Toulouse. Il y est accueilli par la famille du musicien René Leibowitz. Très actif, Tzara participe aux réunions du Parti communiste, à celles de l'association France-URSS ou celles de la rédaction du Midi Libre. Il fait partie de ces militants communistes qui entretiennent des espoirs révolutionnaires, souhaitent que le nouveau pouvoir émane du Conseil national de la Résistance et des comités de la Libération à travers la convocation d'états généraux, et redoutent la conception gaullienne du rétablissement de la légalité républicaine. Le 23 juin 1945, il est nommé délégué national des États généraux de la renaissance française pour la région de Toulouse, et participe le 14 juillet, à Paris, à la manifestation qui suit les états généraux.

### Écrivain communiste (1945-1956)
En 1945, resté à Toulouse, Tristan Tzara participe aux côtés de Jean Cassou et de Max Rouquette à la fondation de l'Institut d'études occitanes, et continue également un an de plus son émission pour Radio Toulouse. Le poète, accaparé par de nombreuses activités militantes, s'est au fil des mois « totalement intégré à la région ». À l'été, fatigué, il s'installe quelques semaines avec son fils Christophe dans la clinique du docteur Bonnafé à Saint-Alban, où il écrit Parler seul publié en en 1950.
Tzara rencontre des difficultés pour recouvrer sa bibliothèque et son appartement à Paris. Le 21 mars 1946, un jugement du Tribunal civil de la Seine ordonne la réintégration du poète dans ses droits sur ses biens à dater du 15 juin suivant. En octobre de la même année, il voyage en Yougoslavie, Roumanie, Hongrie et Tchécoslovaquie pour une tournée de conférences, et participe au Congrès des Écrivains yougoslaves.
Il acquiert la nationalité française le 12 avril 1947 et adhère au parti communiste français, dont il est un compagnon de route depuis 1934. La même année, il donne à la Sorbonne la conférence le Surréalisme et l'après-guerre, y affirmant : « Je ne vois pas sur quoi le surréalisme serait fondé pour reprendre son rôle dans le circuit des idées au point où il le laissa comme si cette guerre et ce qui s'ensuivit ne fût qu'un rêve vite oublié ». Tzara reproche directement à André Breton son exil aux États-Unis pendant la guerre, et présente comme vaines toutes reprises des activités surréalistes. Il affirme le principe de « l’interdépendance de l’action et de la pensée révolutionnaire ». Pour André Breton, la conférence de Tzara s'inscrit dans une manœuvre du parti communiste pour discréditer le surréalisme et toute critique de gauche du stalinisme. Il s'y rend afin de perturber la séance. Ses amis lancent des invectives contradictoires et Breton s'amuse même à monter sur la tribune pour boire dans le verre du conférencier, avant de se faire molester et expulser. Les positions de Tzara sont violemment critiquées par l'extrême-gauche et les anarchistes, notamment par le journal le Libertaire qui traite Tzara de « pantin de Moscou ».
En 1950, il est le président du Comité de Défense de Nazim Hikmet, emprisonné par le pouvoir turc, et multiplie les interventions en faveur de sa libération.

### Dernières années (1956-1963)
En octobre 1956, Tzara se rend à Budapest, invité par l'Union des écrivains hongrois. Ce voyage est un véritable choc pour l'écrivain communiste, qui constate sur place le caractère mensonger des reportages de l'Humanité. Dans un long entretien qu'il accorde à la presse hongroise, il apporte son soutien au désir de changement exprimé par le peuple hongrois, ainsi qu'au gouvernement d'Imre Nagy, et dénonce le fait qu'il faille « lire la presse bourgeoise pour être informés de l'évolution politique actuelle en Hongrie et dans d'autres pays socialistes ». Le 24 octobre, Tzara est convoqué au siège du parti communiste français où il reçoit probablement l'ordre de se taire et de rentrer dans le rang. Après que le PCF a durci le ton au sujet de la Hongrie, et fermement condamné les expériences de Nagy, Tzara est invité, avec 90 personnalités communistes, à la grande vente annuelle du Comité national des écrivains au Vel' d'hiv. Dans Combat, André Breton appelle l'ensemble des écrivains invités à boycotter l'événement par solidarité avec le peuple hongrois. Tzara refuse, soucieux de ne pas être associé aux anticommunistes, en particulier aux socialistes, qui cherchent à instrumentaliser sa position sur la Hongrie. Néanmoins, il cosigne avec plusieurs écrivains, dont Vercors et Sartre, une longue tribune en réponse à un appel d'écrivains soviétiques approuvant l'intervention de l'armée rouge à Budapest.
Dès lors, Tzara est marginalisé dans le milieu des intellectuels communistes et se retire petit à petit de la vie publique. Il sort toutefois de sa réserve à deux occasions. En 1958, il milite activement contre le projet de Charles de Gaulle, qu'il associe à un coup de force fasciste. Le résultat du référendum constitutionnel qui fonde la Ve République le démoralise profondément. En 1960, il signe le manifeste des 121 « sur le droit à l’insoumission dans la guerre d'Algérie », ce qui l'éloigne encore davantage des positions du parti communiste,.
Il se retire de la vie publique, se consacrant à la recherche de l'œuvre du poète du XVe siècle François Villon, et, comme son confrère surréaliste Michel Leiris, à la promotion de l'art primitif et africain, qu'il collectionne depuis des années.

En 1961, en reconnaissance de son travail de poète, Tzara reçoit le prix Taormina. Une de ses dernières activités publiques a eu lieu en 1962, lorsqu'il assiste au Congrès international sur la culture africaine, organisé par le conservateur anglais Frank McEwen et tenu à la National Gallery de Salisbury, en Rhodésie du Sud.

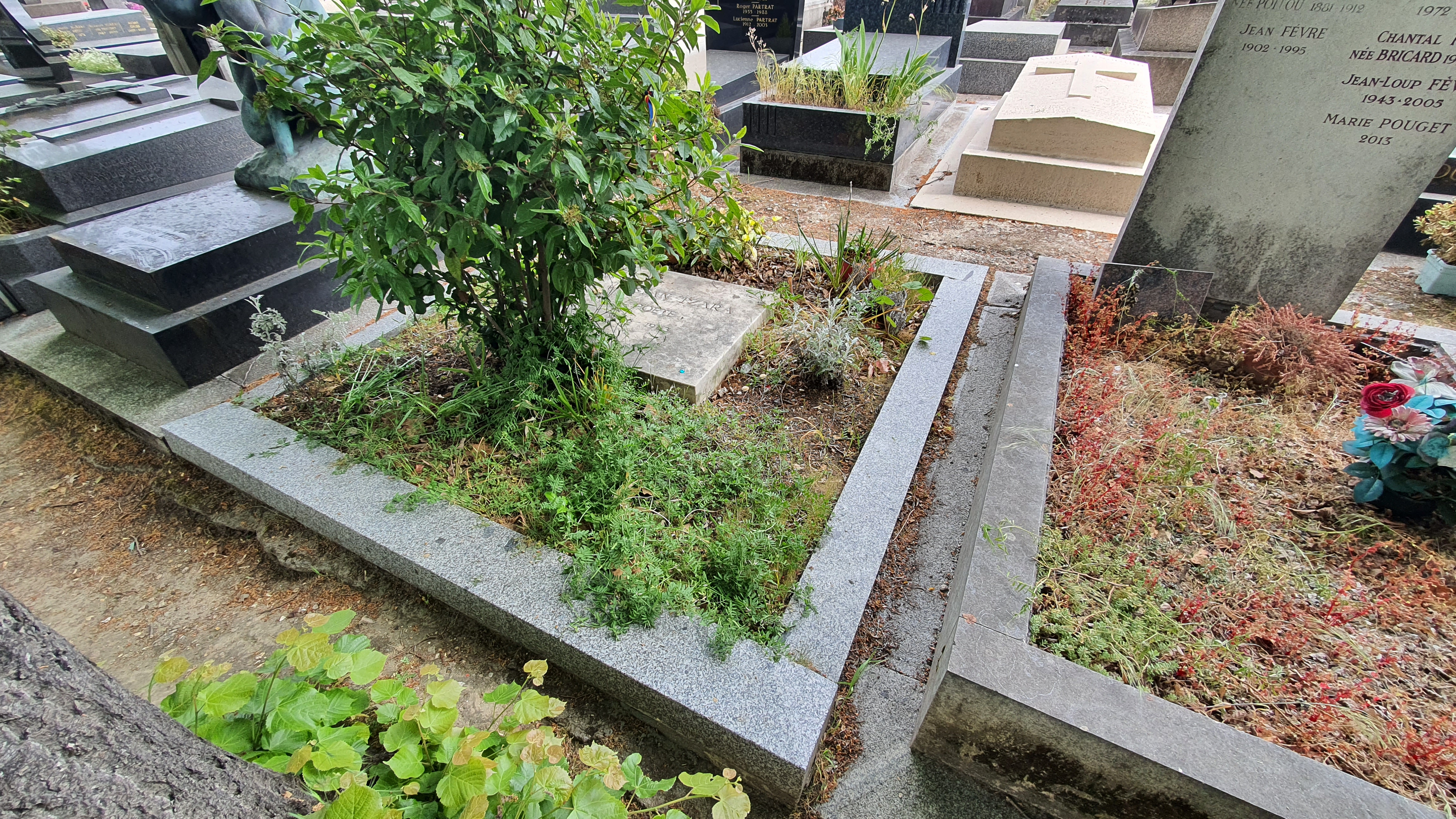
Sépulture de Tristan Tzara à Paris.

Il meurt le 24 décembre 1963 à son domicile du 7e arrondissement de Paris et il est inhumé au cimetière du Montparnasse (8e division).
Son fils Christophe fait alors don des collections d'art de son père à différents musées, ainsi que des écrits de ce dernier à la Bibliothèque littéraire Jacques-Doucet (BLJD)  à Paris, qui constitue le fonds Tzara et réunit également toutes les archives du dadaïsme.

## Liste des œuvres

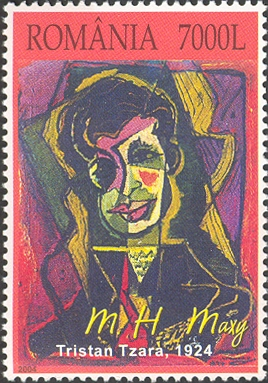
Timbre postal roumain (2004)

- Timbre postal roumain (2004)La Première Aventure céleste de Mr Antipyrine, première édition 1916, avec des bois gravés et coloriés par Marcel Janco, rééd. 2005, Éditions Dilecta.
- Vingt-cinq poèmes, 1918. rééd. 2006, Éditions Dilecta.
- Cinéma calendrier du cœur abstrait maisons, première édition 1920, rééd. 2005, Éditions Dilecta.
- Le Cœur à gaz, juin 1921[92].
- Le Cœur à barbe, 1922.
- De nos oiseaux : poèmes, 1923.
- Sept manifestes Dada, première édition 1924, avec des dessins de Francis Picabia, rééd. 2005, Éditions Dilecta.
- Mouchoir de nuages, 1924. Sélection, Anvers.
- Sonia Delaunay, 1925.
- L’Arbre des voyageurs, 1930.
- Essai sur la situation de la poésie, 1931.
- L’Homme approximatif, 1931.
- Où boivent les loups, 1932.
- L’Antitête, 1933.
- Grains et Issues, 1935.
- La Main passe, 1935.
- Ramures, 1936.
- Sur le champ, 1937.
- La Deuxième Aventure céleste de M. Antipyrine, 1938.
- Midis gagnés, 1939.
- Ça va, 1944.
- Signe de vie, 1946.
- Entre-temps, 1946.
- Terre sur terre, 1946.
- La Fuite : poème dramatique en quatre actes et un épilogue, 1947.
- Le Surréalisme et l’Après-guerre, 1947.
- Picasso et les chemins de la connaissance, 1948.
- Phases, Éditions Seghers, 1949, avec un portrait (lithographie) de Tzara par Alberto Giacometti.
- Le Poids du monde, 1951.
- La Face intérieure, 1953.
- L'Égypte face à face, 1954.
- À haute flamme, 1955.
- La Bonne Heure, 1955.
- Parler seul, 1955.
- Le Fruit permis : poèmes, 1956.
- La Rose et le Chien, 1958 ; livre animé, poème perpétuel dont le texte est imprimé sur des volvelles, illustré par Picasso.
- Juste présent, 1961.
- Lampisteries, précédé de Sept manifestes Dada, 1963.
- 40 chansons et déchansons, 1972.
- Œuvres complètes, Flammarion, 1975-1991, 6 volumes.
- Cinéma calendrier du cœur abstrait maisons, 2005.
- Découverte des arts dits primitifs, suivi de Poèmes nègres, Hazan, 2006.
- Poésies complètes, collection "Mille et une pages", Flammarion, 2011.

Correspondance avec André Breton et Francis Picabia 1919-1924, présentée et éditée par Henri Béhar, Paris, Gallimard, 2017.

## Postérité

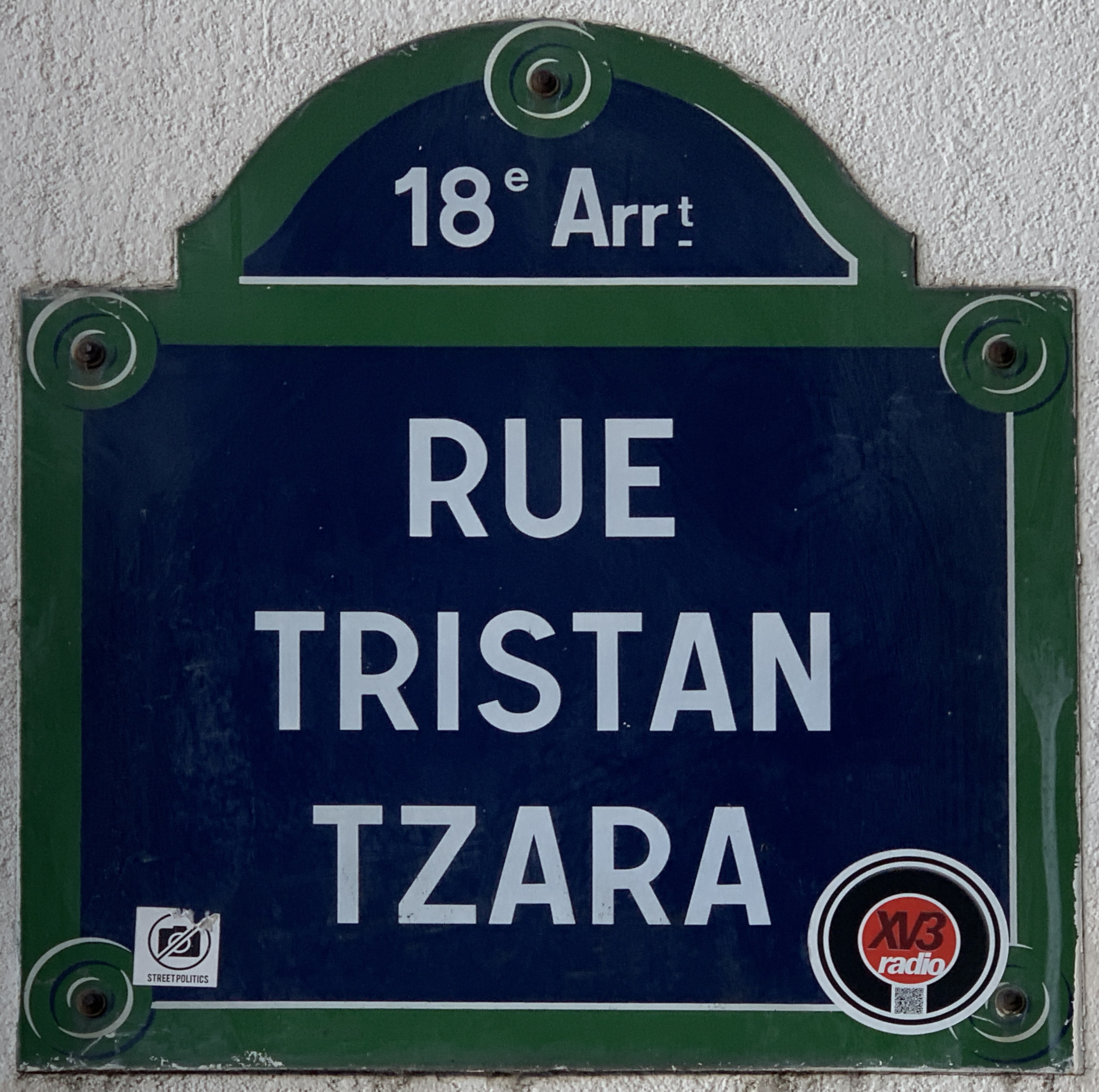
Plaque de la rue Tristan-Tzara à Paris.

### Musique
- Claude Ballif : 1951-1977 Minuit pour les géants op. 4 (revue en 1977), pour mezzo-soprano (ou baryton) & piano ; poème de Tristan Tzara.
- Bernard Lavilliers : 1968 Chanson Dada, sur l'album Chanson pour ma mie ; poème de Tristan Tzara.

### Exposition
Du 24 septembre 2015 au 17 janvier 2016, l’exposition « Tristan Tzara, l’homme approximatif, poète, critique d’art, collectionneur » se tient au musée d’art moderne et contemporain de Strasbourg, en partenariat avec la Bibliothèque littéraire Jacques Doucet. Cette exposition est la première consacrée au poète et organisée dans un musée français. Elle présente plus de 450 œuvres et documents rares sur Tristan Tzara. L’exposition évoque la carrière littéraire de Tzara ainsi que "son compagnonnage avec Arp natif de Strasbourg, mais aussi Matisse, Picasso ou Masson", explique le commissaire de l’exposition Serge Fauchereau. Un catalogue de l'exposition est publié à cette occasion.